# Top Gear (formato estadounidense)
Top Gear es un programa de televisión estadounidense basado en la serie de la BBC del mismo nombre. Los presentadores del show son: el piloto de carreras profesional Tanner Foust; el actor y comediante Adam Ferrara; el especialista del automóvil y las carreras nascar Rutledge Wood. Al igual que la versión británica original, el espectáculo tiene su propia versión de Stig, un piloto de carreras profesional, y un invitado famoso aparece cada semana,  lo cual se empezó a omitir a partir de la tercera temporada dando paso a un formato basado en retos con los autos y la prueba de algún modelo nuevo o especializado para el reto anterior (usualmente en un desafío) . El espectáculo se estrenó el 21 de noviembre de 2010, en The History Channel. El 11 de mayo de 2012, History renovó Top Gear para una tercera temporada con 16 episodios, la cual fue estrenada el 14 de agosto de 2012. La segunda parte de la serie fue estrenada el 29 de enero de 2013.
La temporada 3 fue estrenada en Latinoamérica en marzo del 2013 y la segunda parte se estrenó el 15 de agosto de 2013 y se grabara una cuarta temporada en agosto de 2015, se espera que regresen los capítulos para octubre de este año- Fuente Adam Ferrara. co-presentador y demoledor. (facebook oficial)

## Formato
A diferencia de la versión original Inglesa, Top Gear(Estados Unidos) tiene un concepto diferente mas adaptado a la idiosincrasia de los Estadounidenses sin olvidar algunas características del formato original.
Así, El programa sigue un formato similar a la versión del Reino Unido: Tres personas son los personajes principales principales, Stig (un piloto de carreras secreto) prueba vehículos, y también las celebridades están invitados para entrevistas y para la conducción de un vehículo en una pista de prueba(aunque debido al manejo de tiempo del programa muy pocas veces puede aparecer el segmento). Además, los desafíos de naturaleza similar a las presentadas en la serie original se replican en Top Gear. El segmento "estrella en un coche de precio razonable" (retitulado "Big Star, Small Car"), utiliza un Suzuki SX4 Sportback. El rodaje de este segmento, junto con los segmentos del estudio se lleva a cabo en la antigua Marine Corps Air Station El Toro.
Los productores esta versión de Top Gear han notado un mayor interés en la personalización de automóviles por los entusiastas estadounidenses que en la versión de Gran Bretaña. El formato actual de programa difiere de la versión original basándose ahora principalmente en retos de automóviles en alguna categoría y la conducción de un auto para evaluar sus principales características(usualmente el ganador del reto anterior conduce el mismo)
en ocasiones existen episodios de viajes o de retos de larga duración que abarcan la totalidad del programa, muchas veces con retos bastante conspicuos y en ocasiones más técnicos que en la versión inglesa donde inclusive recurren a exceder ciertos límites, aquí también se exceden límites pero tras ello se recurre a tener equipos de emergencias preparados por si alguna falla o catástrofe estuviese a punto de ocurrir. (ejemplo:En un capítulo se pone a prueba el conocimiento y la técnica del Rallysmo en Norteamérica, después de ello los 3 integrantes del equipo deben completar un tramo de punto a punto cada uno en un vehículo distinto, en Asfalto ira un Aston Martin DB10, en Tierra un Subaru Impreza WRX STi version USA,Y el otro integrante en una lancha rápida de competencias.) por consiguiente los capítulos de esta clase en si solo son pruebas lúdicas que combinan especificaciones y datos con entretenimiento.

## Segmentos

### Prueba de Velocidad
La Prueba de velocidad es un segmento del programa en el que Stig completa una vuelta alrededor de la pista en un auto para comparar su rendimiento con el de otros vehículos.
1. 1:18.6 - Ariel Atom
2. 1:19.5 - Ford Fiesta Rallycross de Tanner
3. 1:22.0 - Dodge Viper SRT-10 ACR
4. 1:22.4 - Chevrolet Corvette ZR1
5. 1:22.6 - Lexus LFA
6. 1:22.8 - Lamborghini Gallardo LP570-4 Superleggera
7. 1:23.3 - Ferrari 458 Italia
8. 1:23.4 - Lamborghini Murciélago LP 670-4 SuperVeloce
9. 1:25.3 - Porsche Panamera Turbo
10. 1:26.9 - Lamborghini Gallardo LP 550-2 Balboni
11. 1:27.2 - Cadillac CTS-V Sport Wagon
12. 1:27.4 - Cadillac CTS-V Coupe
13. 1:27.6 - Mercedes-Benz SLS AMG
14. 1:28.2 - Aston Martin V12 Vantage
15. 1:28.2 - Ford Mustang Boss 302
16. 1:28.4 - Lotus Evora (húmedo)
17. 1:28.5 - Ferrari California
18. 1:28.9 - Roush Mustang
19. 1:29.2 - Mitsubishi Lancer Evolution X GSR
20. 1:30.0 - Subaru Impreza WRX STI
21. 1:30.0 - BMW X6 M
22. 1:39.0 - Hennessey VelociRaptor F-150 600

## Gran estrella, auto pequeño
Estrella grande, auto pequeño es un segmento recurrente del programa. En cada episodio, una celebridad es entrevistada por uno de los tres presentadores. La discusión es normalmente divertida, y se centra en las cuestiones relacionadas con los autos, tales como historia del coche de la celebridad. Luego, el presentador y la audiencia ven los tramos más rápidos del recorrido hecho en la pista de carreras.
El coche utilizado para este segmento es un Suzuki SX4 Sportback. Cada invitado practica con Stig antes de hacer varios intentos para completar el circuito de pruebas en el menor tiempo. El invitado no conoce el tiempo que hizo hasta la entrevista. Las vueltas de práctica, los incidentes y las expresiones faciales de los conductores se muestran también en el segmento.

### Tiempo de vueltas de las estrellas
Nota: (húmedo) significa que la pista estaba mojada cuando la vuelta fue tomada.
1. 1:39.3 - Stephen Moyer
2. 1:41.8 - Patrick Warburton
3. 1:42.4 - Arlene Tur
4. 1:43.2 - Tony Hawk
5. 1:43.9 - Kid Rock (húmedo)
6. 1:44.0 - Tim Allen
7. 1:44.3 - Jon Huertas
8. 1:44.3 - Bill Engvall
9. 1:44.4 - Bret Michaels
10. 1:45.3 - Vin Diesel
11. 1:46.6 - Ty Burrell (húmedo)
12. 1:46.7 - Edward Burns
13. 1:48.1 - Rick Harrison
14. 1:49.2 - Adam Levine
15. 1:49.9 - Kal Penn
16. 1:51.1 - Joe Mantegna
17. 1:51.5 - Austin "Chumlee" Russell
18. 1:55.2 - Steve Schirripa
19. 1:55.2 - Michelle Rodriguez (húmedo)
20. 1:55.4 - Lake Bell
21. 1:55.6 - Buzz Aldrin
22. 2:06.9 - Bridget Marquardt

## Episodios
Lista de episodios de Top Gear (Formato Estadounidense)

## Historia

### Top Gear en Discovery Channel
En el año 2005, Discovery Channel hizo un piloto para una versión americana de la serie con el actor y conductor Bruno Massel como uno de los anfitriones, pero no fue bien recibida por la cadena. Poco tiempo después, Discovery Channel comenzó a transmitir una versión ligeramente "americanizado" de los británicos Top Gear espectáculo con los presentadores Jeremy Clarkson, Richard Hammond y James May. Esta muestra contó con clips de características y desafíos de la serie 1.5 de la BBC Two muestran con segmentos introducción registrados por Clarkson, Hammond y mayo en el Dunsfold Aerodrome estudio especialmente para la audiencia de EE.UU.. Las características regulares como "Noticias" y "Gran estrella, auto pequeño" no se muestra en la versión Discovery Channel.

### Top Gear en NBC
En abril de 2007, la BBC seguía mirando para exportar una versión americana de producción Top Gear a los Estados Unidos. Según el jefe de la realidad NBC Craig Plestis, muchos fabricantes han mostrado interés en la versión estadounidense de Top Gear. El 16 de junio de 2008, la NBC y la BBC anunció oficialmente una versión americana de Top Gear, que se celebrará en Adam Carolla, Tanner Foust y Eric Stromer.. Los segmentos de estudio para episodio piloto fueron grabadas el 26 de julio de 2008. Jay Leno, que en un principio rechazó ofrecimientos para acoger el espectáculo, expresó su preocupación en 2008 con respecto a si es o no un espectáculo como Top Gear que podría tener éxito en Estados Unidos.En una columna publicada en The Sunday Times en 2008, Leno expresó su preocupación porque una versión americana podría carecer de los comentarios críticos por los que se conoce la versión británica.El show británico es producido por la BBC con fondos públicos, mientras que el programa estadounidense se emite en la televisión comercial. Leno cree que el espectáculo tenga que preocuparse por ofender a los patrocinadores actuales y potenciales de sus productos, dando malas críticas, lo que lleva a un compromiso en la integridad periodística y la libertad de la serie original.
El 11 de diciembre de 2008, NBC revocó su decisión de colocar la muestra como un reemplazo de mitad de temporada, citando preocupaciones sobre el potencial éxito de un programa de auto-temática a la luz del fracaso de Knight Rider. NBC dejó la BBC para darse una vuelta por las redes de cable a la posibilidad de recogerlo. En febrero de 2009, Jeremy Clarkson declaró que la versión americana había sido "enlatado" , afirmando que "... no entiendo una sola palabra de que estamos hablando. Simplemente no lo entiendo realmente."

### Top Gear en History
El 6 de agosto de 2010, el primer episodio de Top Gear fue un tráiler que fue publicado en la web, dando a los aficionados una vista previa de lo que puede esperar en los próximos episodios que se emitirá en el History Channel. En este tráiler, los nuevos anfitriones Adam Ferrara, Tanner Foust y Rutledge Wood fueron vistos participando en un desafío Moonshine y Tanner Foust tuvo una prueba de manejo con un Dodge Viper. La primera temporada se estrenó el 21 de noviembre de 2010, y la serie fue renovada para una segunda temporada y luego para una tercera En 2013 fue renovada para una 4 temporada .Al comentar sobre la renovación temporada recientemente anunciado segundo, el anfitrión Jeremy Clarkson señaló: "Top Gear es nuestro bebé para que pueda entender por qué Hammond, May y yo estábamos preocupados por lo que pasa a los presentadores de los EE.UU. muestran. Necesitamos no estar tan preocupados por Top Gear, está claramente en manos seguras, aunque insistimos que no hablaran con esos acentos estúpidos. Viendo un episodio de la Temporada 1 con Richard y James, nos encontramos en un debate acalorado sobre sinceramente que los coches de los presentadores fue el mejor . Sólo éramos tres grietas ordinarias observando una exhibición de autos y me encanta, que es exactamente lo que debería ser".

## International Broadcast
En el Reino Unido, la primera y segunda temporada se emite en BBC Three. La primera temporada se estrenó el 14 de octubre de 2011, y la segunda temporada se estrenó el 13 de enero de 2012. La segunda temporada se detuvo a partir de el 27 de enero, pero continuó desde el 29 de junio de 2012. Se emite bajo el nombre' Top Gear USA para evitar la confusión con el original Top Gear.

## Recepción
Antes de que comenzara el espectáculo, hubo una respuesta mixta a Top Gear y se rehízo para una audiencia EE.UU.. Stuart Patrimonio de The Guardian, señaló la brutal respuesta al primer tráiler de la versión de History Channel de la serie en Internet, con YouTube Los usuarios señalaron versión de History Channel como un "'insulto a Top Gear real ", entre otros comentarios menos favorables. Estar de acuerdo con los comentaristas, las notas del Patrimonio que la televisión de EE.UU. no tienen " Jeremy Clarkson, Captain Slow y The Hamster," pero teniendo en cuenta la versión original de la BBC no es exactamente "British" per se, y pensó que el espectáculo posiblemente podría traducirse fácilmente si se hace bien.
' Top Gear estrenó en 1,9 millones de espectadores en su primer episodio en primer lugar, que se redujo a 1,3 millones de espectadores después del primer episodio. El estreno de la segunda temporada tuvo una audiencia de 2 millones de espectadores.
El programa ha recibido críticas mixtas de los críticos numerosos. Tim Goodman de The Hollywood Reporter juzgado el espectáculo en su conjunto, y señaló: "Es un comienzo prometedor para un espectáculo más pensado que terminaría en una zanja". Goodman señaló la inestable historia de la feria se llevó a los EE.UU. (incluyendo Jay Leno's asumir el [Star [en un coche de precio razonable | Star en un coche razonablemente Precio]] segmento por su efímero show) y el veneno de comentarios en línea, a la que Goodman responde: "Todo el mundo lo hace".
Mike Hale de la New York Times tuvieron reacciones mixtas de la feria, pasando de cómo la versión de History Channel casi servilmente sigue la fórmula de la versión que la BBC utiliza ("que cualquier tema o concepto puede apelar a un amplia audiencia si encuentra el equilibrio adecuado de competencia y destrucción (el aplastamiento infantil de objetos de gran tamaño), con humor, el sentimiento y los lugares bonitos. ") de cómo el programa tiene espacios entre la BBC y la versión History Channel. Hale había preocupaciones del espectáculo no estaba traduciendo bien, como la versión de History Channel de la "salida de las líneas de" aspecto de la original, y la alineación de acogida de la versión de The History Channel por ser más joven e inexperto a más de anfitriones de la versión de la BBC.
John Krewson de Gawker Media, escrito por Jalopnik, anima a los lectores ver el espectáculo. Viendo los tres primeros episodios de la primera temporada, anotó el primer episodio sería "poco extraño para la mayoría de los espectadores." pero hacia el tercer episodio, los televidentes deben "tener la bandeja de aperitivos completo y una hora libre", y alabando el espectáculo a pesar de su aspereza inicial. Lee Ore de Edmunds Inside Line observó el espectáculo parece que vale la pena, pero mientras no coincidirá con la versión original de la BBC, que valía la pena tener dos versiones de' Top Gear alrededor .
El AV Club dio el espectáculo una calificación global de C, lamentando que una temporada de la serie terminó con un espectáculo de clip, y no le gustaba el anfitrión Adam Ferrara. La revisión comparó las versiones de BBC y History Channel, y afirmó que la versión de History Channel pide prestado "los gráficos, música y edición ...." de la original.